# Cyril Suk
Pour les articles homonymes, voir SUK.
Cyril Suk, né le 29 janvier 1967 à Prague, est un joueur de tennis tchèque, professionnel de 1988 à 2007.
Il est le fils de Věra Suková et le frère de Helena Suková, toutes deux joueuses de tennis également.

## Palmarès

### En double messieurs
| 32 titres en double | 1 G. Chelem | 1 G. Chelem | 1 G. Chelem | 1 G. Chelem | 0 Masters  | 0 Masters  | 0 Masters  | 0 Masters   | 2 Masters 1000 | 2 Masters 1000 | 2 Masters 1000 | 2 Masters 1000 | 7 ATP 500   | 7 ATP 500   | 7 ATP 500          | 7 ATP 500          | 21 ATP 250         | 21 ATP 250         | 21 ATP 250         | 21 ATP 250         | 0 JO               | 0 JO           | 0 JO           | 0 JO           | 1 NC           | 1 NC           | 1 NC           | 1 NC           |
| 32 titres en double | 12 sur dur  | 12 sur dur  | 12 sur dur  | 12 sur dur  | 12 sur dur | 12 sur dur | 12 sur dur | 6 sur gazon | 6 sur gazon    | 6 sur gazon    | 6 sur gazon    | 6 sur gazon    | 6 sur gazon | 6 sur gazon | 9 sur terre battue | 9 sur terre battue | 9 sur terre battue | 9 sur terre battue | 9 sur terre battue | 9 sur terre battue | 9 sur terre battue | 5 sur moquette | 5 sur moquette | 5 sur moquette | 5 sur moquette | 5 sur moquette | 5 sur moquette | 5 sur moquette |

## Parcours dans les tournois duGrand Chelem

### En simple
| Année | Open d'Australie | Open d'Australie | Internationaux de France | Internationaux de France | Wimbledon | Wimbledon | US Open | US Open |
| ----- | ---------------- | ---------------- | ------------------------ | ------------------------ | --------- | --------- | ------- | ------- |
| 1989  | 1er tour (1/64)  | N. Broad         | —                        | —                        | —         | —         | —       | —       |
| 1990  | 1er tour (1/64)  | T. Carbonell     | —                        | —                        | —         | —         | —       | —       |

N.B. : à droite du résultat se trouve le nom de l'ultime adversaire.

### En double
| Année | Open d'Australie           | Open d'Australie          | Internationaux de France    | Internationaux de France    | Wimbledon                   | Wimbledon                    | US Open                       | US Open                   |
| ----- | -------------------------- | ------------------------- | --------------------------- | --------------------------- | --------------------------- | ---------------------------- | ----------------------------- | ------------------------- |
| 1987  | —                          | —                         | 2e tour (1/16) G. Bloom     | A. Järryd R. Seguso         | 1er tour (1/32) P. Složil   | H. Günthardt J. Hlasek       | —                             | —                         |
| 1988  | —                          | —                         | 2e tour (1/16) P. Korda     | T. Meinecke R. Osterthun    | —                           | —                            | —                             | —                         |
| 1989  | 1er tour (1/32) T. Muster  | B. Dyke T. Nijssen        | 2e tour (1/16) J. Čihák     | M. Bahrami É. Winogradsky   | 2e tour (1/16) J. Čihák     | J. Courier P. Sampras        | —                             | —                         |
| 1990  | 2e tour (1/16) P. Korda    | P. Cash S. Edberg         | 2e tour (1/16) J. Čihák     | S. Casal E. Sánchez         | 1er tour (1/32) J. Čihák    | J. Courier M. Davis          | 1er tour (1/32) T. Šmíd       | O. Camporese J. Sánchez   |
| 1991  | 2e tour (1/16) R. Krajicek | R. Leach J. Pugh          | 1/4 de finale T. Nijssen    | R. Leach J. Pugh            | 1/8 de finale T. Nijssen    | P. Galbraith T. Witsken      | 1er tour (1/32) T. Nijssen    | M. Lucena B.-O. Pedersen  |
| 1992  | 1/4 de finale T. Nijssen   | K. Jones R. Leach         | 2e tour (1/16) T. Nijssen   | B. Garnett T. Svantesson    | 1er tour (1/32) T. Nijssen  | K. Curren G. Muller          | 1/8 de finale T. Nijssen      | J. Eltingh P. Haarhuis    |
| 1993  | 2e tour (1/16) T. Nijssen  | O. Camporese R. Krajicek  | 2e tour (1/16) T. Nijssen   | T. Carbonell C. Costa       | 2e tour (1/16) D. Vacek     | R. Deppe M. Knowles          | 1/8 de finale T. Nijssen      | S. Lareau L. Paes         |
| 1994  | 1/4 de finale T. Nijssen   | B. Black J. Stark         | 1/8 de finale T. Nijssen    | J. Apell J. Björkman        | 1/4 de finale T. Nijssen    | M.-K. Goellner I. Kafelnikov | 1/4 de finale T. Nijssen      | M. Knowles W. Ferreira    |
| 1995  | 2e tour (1/16) D. Vacek    | R. Leach S. Melville      | 2e tour (1/16) D. Vacek     | R. Leach S. Melville        | 1er tour (1/32) D. Vacek    | R. Leach S. Melville         | 2e tour (1/16) D. Vacek       | R. Gilbert G. Raoux       |
| 1996  | 1/8 de finale D. Vacek     | S. Draper J. Stoltenberg  | 2e tour (1/16) H. J. Davids | S. Davis T. Henman          | 2e tour (1/16) H. J. Davids | J. Grabb R. Reneberg         | 1er tour (1/32) P. Korda      | B. MacPhie M. Tebbutt     |
| 1997  | 2e tour (1/16) J. Novák    | D. Johnson F. Montana     | 1er tour (1/32) S. Stolle   | E. Couto B. Mota            | 1/8 de finale S. Stolle     | M. Philippoussis P. Rafter   | 1/4 de finale G. Ivanišević   | W. Black J. Grabb         |
| 1998  | 1/8 de finale S. Stolle    | J. Björkman J. Eltingh    | 1er tour (1/32) S. Stolle   | T. Carbonell F. Roig        | 1/8 de finale S. Stolle     | J. Eltingh P. Haarhuis       | Victoire S. Stolle            | M. Knowles D. Nestor      |
| 1999  | 1er tour (1/32) M. Damm    | R. Reneberg J. Stark      | 1er tour (1/32) D. Johnson  | M. Hood S. Prieto           | 1er tour (1/32) M. Damm     | D. Rikl S. Schalken          | 1/8 de finale D. Johnson      | W. Black S. Stolle        |
| 2000  | —                          | —                         | 1er tour (1/32) A. Martín   | S. Huet C. Saulnier         | 1/8 de finale J. Oncins     | A. O'Brien J. Palmer         | 1er tour (1/32) J. Weir Smith | W. Ferreira I. Kafelnikov |
| 2001  | 1er tour (1/32) D. Orsanic | P. Pála P. Vízner         | 1/4 de finale L. Arnold Ker | A. Clément N. Escudé        | 2e tour (1/16) D. Prinosil  | P. Albano L. Arnold Ker      | 2e tour (1/16) M. García      | M. Damm D. Prinosil       |
| 2002  | 1er tour (1/32) M. García  | J. Björkman T. Woodbridge | 1/4 de finale M. Damm       | M. Bhupathi M. Mirnyi       | 1/4 de finale M. Damm       | D. Johnson J. Palmer         | 1er tour (1/32) M. Damm       | M. Fish J. Morrison       |
| 2003  | 1/8 de finale M. Damm      | A. Portas T. Robredo      | 2e tour (1/16) M. Damm      | M. Bertolini S. Prieto      | 1/4 de finale M. Damm       | M. Bhupathi M. Mirnyi        | 1/4 de finale M. Damm         | J. Björkman T. Woodbridge |
| 2004  | 2e tour (1/16) M. Damm     | J. Novák R. Štěpánek      | 1er tour (1/32) M. Damm     | M. Fyrstenberg M. Matkowski | 1/8 de finale M. Damm       | N. Davydenko A. Fisher       | 1/8 de finale M. Damm         | F. González N. Massú      |
| 2005  | 2e tour (1/16) P. Vízner   | A. Fisher T. Parrott      | 2e tour (1/16) P. Vízner    | L. Arnold Ker M. García     | 1/8 de finale P. Vízner     | R. Schüttler A. Waske        | 1/4 de finale P. Vízner       | J. Björkman M. Mirnyi     |
| 2006  | 1/8 de finale T. Berdych   | P. Hanley K. Ullyett      | 2e tour (1/16) O. Marach    | L. Dlouhý P. Vízner         | 1/8 de finale R. Vik        | M. Damm L. Paes              | 1er tour (1/32) O. Marach     | Y. Allegro D. Bracciali   |
| 2007  | —                          | —                         | 1er tour (1/32) R. Vik      | O. Rochus K. Vliegen        | 1er tour (1/32) R. Vik      | Be. Becker P. Pála           | 1er tour (1/32) T. Cibulec    | R. Kendrick S. Querrey    |

N.B. : le nom du ou de la partenaire se trouve sous le résultat ; le nom des ultimes adversaires se trouve à droite.

### En double mixte
N.B. : le nom de la partenaire se trouve sous le résultat ; le nom des ultimes adversaires se trouve à droite.

## Participation aux Masters

### En double
| Année | Ville        | Surface         | Partenaire    | Résultats | Résultat final    |
| ----- | ------------ | --------------- | ------------- | --------- | ----------------- |
| 1991  | Johannesburg | Dur indoor      | Tom Nijssen   | 0v, 3d    | Éliminé en poules |
| 1992  | Johannesburg | Dur ext.        | Tom Nijssen   | 0v, 3d    | Éliminé en poules |
| 1993  | Johannesburg | Dur indoor      | Tom Nijssen   | 0v, 3d    | Éliminé en poules |
| 1994  | Jakarta      | Dur indoor      | Tom Nijssen   | 0v, 3d    | Éliminé en poules |
| 1995  | Eindhoven    | Moquette indoor | Daniel Vacek  | 2v, 2d    | Demi-finaliste    |
| 1998  | Hartford     | Moquette indoor | Sandon Stolle | 1v, 2d    | Éliminé en poules |
| 2003  | Houston      | Dur ext.        | Martin Damm   | 0v, 3d    | Éliminé en poules |
| 2004  | Houston      | Dur ext.        | Martin Damm   | 0v, 3d    | Éliminé en poules |